# Xyrichtys victori
Xyrichtys victori е вид бодлоперка от семейство Зеленушкови. Видът е уязвим и сериозно застрашен от изчезване.

## Разпространение и местообитание
Разпространен е в Еквадор и Коста Рика.
Среща се на дълбочина от 10 до 17 m, при температура на водата около 26,9 °C и соленост 33,4 ‰.

## Описание
На дължина достигат до 15 cm.